# بيت الطوق (المحويت)

تعديل مصدري - تعديل

بيت الطوق هي إحدى قرى عزلة بني الوليد بمديرية المحويت التابعة لمحافظة المحويت، بلغ تعداد سكانها 536 نسمة حسب تعداد اليمن لعام 2004.